# Ушаков, Дмитрий Викторович
Дми́трий Ви́кторович Ушако́в (род. 12 мая 1964, Москва) — российский психолог, доктор психологических наук, академик РАН (2019; член-корреспондент с 2011), специалист в области когнитивной психологии, психологии творчества и одарённости. Директор Института психологии РАН и заведующий кафедрой общей психологии МГУ (с 2017), руководитель Научно-образовательного центра социальных компетенций и интеллекта МГППУ, Лаборатории психологии и психофизиологии творчества РАН, вице-президент международной организации «Евроталант», Европейского комитета по образованию одаренных детей и юношей при Совете Европы.

## Биография
Сын известного специалиста по психологии речи и психолингвистике Т. Н. Ушаковой.
Окончил факультет психологии МГУ им. М. В. Ломоносова (1986), в 1989 году под руководством Я. А. Пономарёва защитил кандидатскую диссертацию «Логические операции в структуре когнитивных процессов».
В 1991—1992 годах — постдокторант в Сорбонне в группе Жерара Верньо, ученика Жана Пиаже. С середины 1990-х годов сотрудничает с Евроталантом (Европейским комитетом по образованию одаренных детей и юношей при Совете Европы), впоследствии — вице-президент этой организации.
С 2003 года заведует лабораторией психологии и психофизиологии творчества в Институте психологии РАН. В 2004 году защитил докторскую диссертацию «Структура и динамика интеллектуальных способностей».
С 2008 года — руководитель Центра исследования и развития одаренности МГППУ, который позднее преобразован в Центр социальных компетенций и интеллекта. Профессор факультета психологии МГУ, где читает спецкурс «Современные теории интеллекта».
22 декабря 2011 года избран членом-корреспондентом РАН по Отделению общественных наук. Член ВАК РФ (с 2016).
В 2017 году избран директором Института психологии РАН. С 2017 года — заведующий кафедры общей психологии МГУ им. М. В. Ломоносова.
С 15 ноября 2019 года — академик РАН.
Член редакционных коллегий и редакционных советов многих научных изданий, в том числе журналов «Психология», Gifted and Talented International Journal, «Экспериментальная психология» и Mankind Quarterly. Автор популярных изданий, лауреат конкурса «Лучшие молодые учёные РАН» в номинации докторов наук до 45 лет, номинант национального психологического конкурса «Золотая Психея» в номинации личность года.

## Научная деятельность
В начале 2000-х годов развил структурно-динамическую теорию интеллекта, которая впервые в развернутом виде отражена в монографии «Интеллект: структурно-динамическая теория» 2003 г. и защищена в виде докторской диссертации. Структурно-динамическая теория дает объяснение и предсказывает ряд фактов. Например, предсказано, что интеллектуальные функции, более востребованные средой, должны обладать более высокой наследуемостью и нагрузкой по генеральному(общему) фактору интеллекта. Эти предсказания впоследствии получили экспериментальное подтверждение.
Предложил понятие интенсивной системы работы с одаренными детьми в противоположность экстенсивной. Вторая предполагает выявление одаренных детей на основе достижений и развитие через предоставление более сложной образовательной программы. Первая же основана на выявлении одаренности через диагностику потенциала и развитие с учетом индивидуальных особенностей.
Ввёл в совместной статье с А. Л. Журавлевым и А. В. Юревичем понятие психосоциального человека Идея заключается в том, чтобы описать психологические механизмы социальных процессов. По мнению авторов, модели, используемые в экономических науках, принимают человека за константу, будь то классический homo economicus или ограничено рациональный человек Г. Саймона и Д. Канемана. Такой подход не позволяет понять роль менталитета в экономике, хотя, как показали события 1990-х гг. в России, определенный менталитет является необходимой предпосылкой успешной работы тех или иных социальных институтов. Институциональные реформы требуют подготовки в плане менталитета. Понятие психосоциального человека позволяет ввести представление о психологических механизмах, обеспечивающих воспроизводство менталитета.
Разработал ряд тестов социального и эмоционального интеллекта и креативности. Является (совместно с Д. В. Люсиным) редактором-составителем двух книг по социальному и эмоциональному интеллекту.